# Deeper Than Rap
Deeper Than Rap è il secondo album discografico in studio del rapper statunitense Rick Ross, pubblicato nell'aprile 2009.

## Tracce
1. Mafia Music – 4:16
2. Maybach Music 2 (feat. Kanye West, Lil Wayne & T-Pain) – 4:59
3. Magnificent (feat. John Legend) – 4:17
4. Yacht Club (feat. Magazeen) – 5:14
5. Usual Suspects (feat. Nas & Kevin Cossom) – 5:14
6. All I Really Want (feat. The-Dream) – 4:16
7. Rich Off Cocaine (feat. Avery Storm) – 4:25
8. Lay Back (feat. Robin Thicke) – 4:02
9. Murda Mami (feat. Foxy Brown & Magazeen) – 3:34
10. Gunplay (feat. Gunplay) – 3:34
11. Bossy Lady (feat. Ne-Yo) – 3:53
12. Face (feat. Trina) – 3:14
13. Valley of Death – 3:54
14. In Cold Blood – 3:05

## Classifiche
- Billboard 200 - #1[1]